# Коулман, Уильям Таддеус
Уильям Таддеус Коулман мл. (англ. William Thaddeus Coleman Jr.; 7 июля 1920, Филадельфия, штат Пенсильвания, США — 31 марта 2017, Алегзандрия, штат Виргиния, США) — американский юрист и государственный деятель, министр транспорта США (1975—1977). Сыграл важную роль в знаковых делах, связанных с нарушением гражданских прав темнокожего населения Соединенных Штатов.

## Биография
Родился в семье Уильяма Таддеуса Коулмана-старшего и Лоры Беатрис (урожденной Мейсон) Коулман. Мать происходила из шести поколений епископальных служителей. В школе занимался плаванием, но другие ученики, чтобы не допустить совместных занятий с чернокожим отказались посещать занятия. По окончании обучения тренер команды по плаванию написал рекомендательное письмо и он был принят в Пенсильванский университет, в котором изучал политологию и экономику, окончил его с отличием в 1941 и присвоением степени бакалавра искусств в области истории.
Там он стал членом Общества Phi Beta Kappa. Также был членом братства Alpha Phi Alpha.
Затем он был принят в Гарвардскую школу права, в 1943 г. прервал обучение, чтобы поступить на службу в армейский воздушный корпус, однако не был принят. В итоге во время Второй мировой войны был адвокатом в военном трибунале. После войны вернулся в Гарвард, где стал третьим чернокожим сотрудником журнала Harvard Law Review. В 1946 г. окончил университет с отличием.
Начал свою юридическую карьеру в 1947 г. в качестве клерка у судьи Герберта Ф. Гудрича из Апелляционного суда США третьего округа и судьи Верховного суда США Феликса Франкфуртера в 1948 г. Стал первым афроамериканцем, который работал в Верховном суде.
В 1949 г. был нанят нью-йоркской юридической фирмой Paul, Weiss, Rifkind, Wharton & Garrison. Был одним из ведущих стратегов и соавтором юридической записки по делу Браун против Совета по образованию (1954), в котором Верховный суд США признал расовую сегрегацию в государственных школах неконституционной.
Входил в состав национального юридического комитета Национальной ассоциации содействия прогрессу цветного населения (NAACP), являлся ее директором и членом исполнительного комитета, а также президентом правления Фонда правовой защиты и образования NAACP. Также был членом Комитета президента Дуайта Д. Эйзенхауэра по государственной политике в области занятости (1959—1961) и консультантом Агентства США по контролю над вооружениями и разоружению (1963—1975). В 1964 г. занимал пост помощника советника президентской комиссии по расследованию убийства президента Кеннеди (1964), также известной как Комиссия Уоррена. Когда комиссия получила сообщение по секретному каналу, что глава Кубы Фидель Кастро хочет встретиться с ее членами, то Коулман встретился с Кастро на рыбацкой лодке у берегов Кубы. Впоследствии он сообщил о результатах своего расследования и трехчасового опроса кубинского лидера непосредственно председателю комиссии и главе Верховного суда США Эрлу Уоррену.
Коулман был одним из адвокатов петиционеров в деле «Маклафлин против Флориды» (1964), в котором Верховный суд единогласно отменил закон, запрещающий межрасовой паре жить вместе. Также входил в состав Национальной комиссии по производительности (1971—1972). Входил в советы директоров PepsiCo, IBM, Chase Manhattan Bank и Pan American World Airways. На момент своего назначения в администрацию Дж. Форда являлся старшим партнером в юридической фирме Dilworth, Paxson, Kalish, Levy & Coleman.
В 1975—1977 гг. — министр транспорта США. В этот период начала свою работу испытательная лаборатория Национального управления безопасностью движения на трассах, было создано Бюро транспортировки материалов для решения вопросов безопасности трубопроводов и безопасной перевозки опасных материалов. В феврале 1976 г. он разрешил испытательный период сверхзвукового реактивного самолета Конкорд. После того, как администрация портов Нью-Йорка и Нью-Джерси запретила самолет, Верховный суд США восстановил разрешение Коулмана. В декабре 1976 г. он отверг требования активистов-потребителей за федеральный мандат на автомобильные подушки безопасности и вместо этого объявил о двухлетнем демонстрационном периоде, одобренном автомобильной промышленностью.
Выйдя в отставку в 1977 г., стал партнером вашингтонского офиса юридической фирмы O’Melveny & Myers в Лос-Анджелесе. После катастрофы Boeing 747 под Нью-Йорком в июле 1996 г. вошел в состав президентской комиссии по безопасности авиакомпаний и аэропортов.
В сентябре 2004 года президент Джордж Буш мл. назначил его членом Надзорного суда военной комиссии.

## Награды и звания
В сентябре 1995 года президент Билл Клинтон вручил Коулману Президентскую медаль свободы.
Почетный доктор права Бэйтского колледжа (1975), колледжа Уильямса (1975), Геттисбергского колледжа (2011) и Бостонского университета (2012).

## Семья
В 1945 г. он женился на Ловиде Мэй Хардин. В семье родились трое детей: Ловида Х. Коулман; Уильям Таддеус Коулман III, генеральный советник армии при президенте Клинтоне и Хардин Коулман, декан Педагогической школы Бостонского университета.